# Paul Vergès

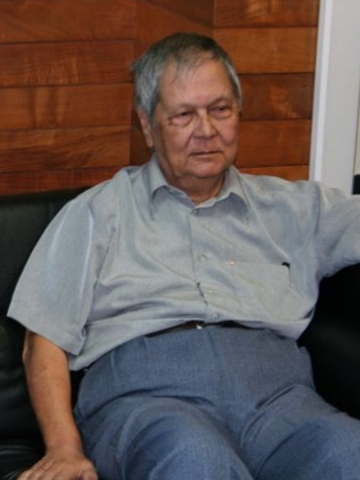
Paul Vergès

Paul Vergès (* 5. März 1925 in Ubon Ratchathani, Thailand; † 12. November 2016 in Réunion) war ein französischer Politiker (PCR). Er war Abgeordneter in der französischen Nationalversammlung, Bürgermeister von Le Port (Réunion), Senator, Europaparlamentarier und Präsident des Regionalrats von La Réunion.

## Leben
Der Sohn eines Franzosen aus Réunion und einer Vietnamesin – Bruder des Rechtsanwalts und Autors Jacques Vergès – engagierte sich nach dem Zweiten Weltkrieg in der politischen Bewegung seines Vaters, Raymond Vergès, dem CRADS.
Am 25. Mai 1946, auf einer Wahlkampfveranstaltung in St. Denis, wurde der politische Gegner seines Vaters, Alexis de Villeneuve, Bürgermeister von St. Benoit, erschossen. Paul Verges wurde 1953 wegen fahrlässiger Tötung zu fünf Jahren Haft verurteilt. Er wurde 1955 begnadigt.
1956 gründete er den Parti communiste réunionnais (Kommunistische Partei Réunions) und übernahm das von seinem Vater gegründete Parteiorgan „Temoignages“. Von 1971 bis 1989 war er Bürgermeister der Stadt Le Port an der Nordwestküste von Réunion.
Vergès war sowohl als Lokalpolitiker im Conseil régional de La Réunion tätig als auch international auf EU-Ebene. Er war auch in der Vierten und Fünften Französischen Republik für insgesamt sechs Jahre Abgeordneter in der Nationalversammlung – von 1956 bis 1958, von 1986 bis 1987 und von 1993 bis 1996. Zudem war er acht Jahre lang Senator: In den Senat wurde er 1996 gewählt und im Jahr 2001 bestätigt, bis er 2006 schließlich das Ende seiner Amtszeit erreichte.
Von 2004 bis 2009 gehörte er als Abgeordneter der Fraktion Konföderale Fraktion der Vereinten Europäischen Linken/Nordische Grüne Linke dem Europäischen Parlament an. Bereits von 1984 bis 1989 hatte er dieses Mandat innegehabt.
Von 1998 bis 2010 war er Präsident des Regionalrats (Conseil régional de La Réunion) auf der französischen Insel Réunion.